# Военное кладбище в Киле
Военное кладбище в Киле (англ. Kiel War Cemetery) — военное захоронение на территории кильского Северного кладбища (нем. Nordfriedhof). В этом месте захоронены 992 военнослужащих союзнических войск, большей частью служивших в военной авиации и павших во Вторую мировую войну. Среди них 766 британцев, 148 канадцев, 33 новозеландца и 9 поляков.
Кладбище было отстроено Комиссией Содружества по военным захоронениям (англ. Commonwealth War Graves Commission) по проекту архитектора Филипа Хепуорта (англ. Philip Hepworth), которая также осуществляет постоянный уход за кладбищем.